# فرشید مثقالی
فرشید مثقالی (زادهٔ ۱۳ تیر ۱۳۲۲) هنرمند نقاش، مجسمه‌ساز، چاپگر، تصویرگر کتاب‌های کودک و نوجوان، انیماتور و تنها برندهٔ ایرانی جایزهٔ هانس کریستین آندرسن است. آثار مطرحی چون خروس زری، پیرهن پری و ماهی سیاه کوچولو برای نخستین بار به قلم این هنرمند تصویرگری شده‌اند.

## زندگی‌نامه
فرشید مثقالی در ۱۳ تیر ۱۳۲۲ در شهر اصفهان به دنیا آمد. وی که دانش‌آموختهٔ رشتهٔ نقاشی از دانشکدهٔ هنرهای زیبای دانشگاه تهران است، فعالیت خود را با تصویرسازی برای مجلات مختلف آغاز کرد. آغاز کار حرفه‌ای فرشید مثقالی به همکاری با مجلهٔ نگین و در سال‌های ۱۳۴۳–۱۳۴۴ برمی‌گردد. کتاب‌های کره اسب سیاه، با تصویرگری سیاه و سفید و کتاب رنگی خروس زری، پیرهن پری اثر احمد شاملو از نخستین تصویرسازی‌های او به‌شمار می‌رود. مثقالی در سال ۱۳۴۶ به هنرمندان کانون پرورش فکری کودکان و نوجوانان پیوست. تصویرگری چند کتاب کودک، که عمو نوروز نخستین آن‌ها به‌شمار می‌رفت، حاصل این دوره از همکاری این هنرمند با کانون پرورش فکری کودکان و نوجوانان است؛ دوره‌ای دو–سه ساله که تصویرگری ماهی سیاه کوچولو هم در آن جای می‌گیرد و جایزهٔ اول بی‌ینال بولونیا ایتالیا را در سال ۱۳۴۸ نصیب او کرد. او برای مصور کردن کتاب‌های ماهی سیاه کوچولو، آرش کمانگیر، جمشید شاه و قهرمان جوایزی دریافت کرد. بخش دیگر زندگی حرفه‌ای فرشید مثقالی را باید در آمریکا پی گرفت. این بخش با اقامت در کالیفرنیا و در سال ۱۳۶۵ آغاز می‌شود و با راه‌اندازی یک استودیوی شخصی گرافیک به نام دسک‌تاپ استودیو ادامه می‌یابد.

## آثار
مثقالی از روش‌های مختلفی در تصویرگری استفاده کرده است؛ او لیتوگرافی، کلاژ، آبرنگ و سایر ابزارهای هنری و سبک‌های متفاوت مانند سبک‌های غربی و چاپ سنگی را در آفرینش تصاویر به کار برده است.
او برای داریوش مهرجویی طراحی پوستر فیلم‌های گاو (۱۳۴۸)، آقای هالو (۱۳۴۹)، دایرهٔ مینا (۱۳۵۳) و پستچی (۱۳۵۱) را انجام داده است و طراحی صحنه فیلم دایرۀ مینا و تیتراژ فیلم آقای هالو نیز از آثار او به‌شمار می‌آیند. مثقالی طراحی سنگ مزار مهرجویی و همسرش وحیده محمدی‌فر را نیز انجام داده است.
تصویرگری کتاب‌های عمو نوروز، جمشید شاه، پسرک چشم آبی، آرش کمانگیر، ماهی سیاه کوچولو و افسانهٔ آفرینش در ایران از جمله مهم‌ترین آثار مثقالی است.
کتاب‌های تایپوگرافی، مقدمه‌ای بر گرافیک دیزاین و تصویرسازی کتاب‌های شاخص وی در زمینهٔ گرافیک است.

## جوایز
تصویرگری ماهی سیاه کوچولو برندهٔ جایزهٔ نخست نمایشگاه بین‌المللی کتاب کودک بولونیا شد و در دوسالانه تصویرگری براتیسلاوا* نیز دیپلم افتخار گرفت.
کانون پرورش فکری کودکان و نوجوانان در سال ۱۹۷۴، فرشید مثقالی را نامزد دریافت جایزهٔ هانس کریستین آندرسن کرد و او موفق شد این جایزهٔ معتبر جهانی را برای تمام آثارش به دست آورد. در سال ۱۳۹۱ نیز کانون پرورش فکری کودکان و نوجوانان، فرشید مثقالی را به همراه احمدرضا احمدی به عنوان نامزد جایزه لیندگرن معرفی کرد.
از جوایز وی می‌توان به موارد زیر اشاره کرد:
- برندهٔ جایزهٔ نخست نمایشگاه بین‌المللی کتاب کودک بولونیا برای تصویرگری کتاب ماهی سیاه کوچولو (۱۹۶۸)
- دیپلم افتخار دوسالانهٔ تصویرگری براتیسلاوا چکسلواکی برای تصویرگری کتاب ماهی سیاه کوچولو (۱۹۶۸)
- دیپلم افتخار نمایشگاه بین‌المللی کتاب کودک بولونیا برای تصویرگری کتاب قهرمان (۱۹۷۱)
- جایزهٔ «سیب طلا» دوسالانه تصویرگری براتیسلاوا چکسلواکی برای تصویرگری کتاب آرش کمانگیر (۱۹۷۰)
- جایزهٔ ویژهٔ جشنوارهٔ فیلم ونیز برای فیلم پسر و ساز و پرنده (۱۹۷۳)
- جایزه هانس کریستین آندرسن برای مجموعه آثار تصویرگری کودکان (۱۹۷۴)
- جایزهٔ ویژهٔ جشنواره فیلم کن (۱۹۷۴)
- جایزهٔ ویژهٔ جشنوارهٔ فیلم مسکو برای فیلم دوباره نگاه کن (۱۹۷۵)
- جایزهٔ بزرگ جشنواره فیلم جیفونی ایتالیا برای فیلم دوباره نگاه کن (۱۹۷۵)
- جایزهٔ سوم دوسالانهٔ پوستر ورشو (۱۹۷۷)
- جایزهٔ نوما از ژاپن برای کتاب من و خارپشت و عروسکم (۱۹۸۵)

## نمایشگاه‌ها
آخرین نمایشگاه انفرادی فرشید مثقالی در گالری اعتماد در اردیبهشت و خرداد ۱۴۰۱ برگزار شد.